# Saint-Étienne-la-Thillaye
Saint-Étienne-la-Thillaye település Franciaországban, Calvados megyében. Lakosainak száma 381 fő (2022. január 1.). Saint-Étienne-la-Thillaye Beaumont-en-Auge, Bonneville-sur-Touques, Canapville, Glanville, Reux, Saint-Martin-aux-Chartrains és Tourgéville községekkel határos.

## Népesség
A település népessége az elmúlt években az alábbi módon változott:
| Lakosok száma | 354  | 363  | 386  | 480  | 448  | 451  | 414  | 389  | 381  | 381  |
|               | 1968 | 1982 | 1990 | 2006 | 2013 | 2015 | 2017 | 2019 | 2020 | 2022 |